# Пінон мінданайський
Пі́нон мінданайський (Phapitreron brunneiceps) — вид голубоподібних птахів родини голубових (Columbidae). Ендемік Філіппін. Раніше вважався конспецифічним з тавітавським піноном.

## Опис
Довжина птаха становить 27 см. Голова і шия коричневі, на шиї збоку блискучі, червонувато-пурпурові плями. Верхня частина тіла темно-коричнева, хвіст на кінці світлий. Нижня частина тіла винно-сіра, нижні покривні пера хвоста охристі.

## Поширення і екологія
Мінданайські пінони мешкають на островах Мінданао і Басілан на півдні Філіппінського архіпелагу. Вони живуть у вологих рівнинних і гірських тропічних лісах, зустрічаються на висоті до 1500 м над рівнем моря.

## Збереження
МСОП класифікує цей вид як такий, як вразливий. За оцінками дослідників, популяція мінданайських пінонів становить від 3500 до 15000 птахів. Їм загрожує знищення природного середовища. На острові Басілан мінданайські пінони, імовірно, вимерли, востаннє їх спостерігали там у 1937 році.